# The 1st Japan Arena Tour
The 1st Japan Arena Tour는 GIRLS’ GENERATION TOUR의 일환으로 열린, 소녀시대의 첫 번째 단독 일본 콘서트 투어이다. 이 콘서트는 일본 데뷔 9개월만에 펼쳐진 아레나 투어로 당초 7회 목표와 달리 총 45만명의 티켓 응모자가 몰려 14회로 변경되었다.

## 개요
일본 데뷔 이후 소녀시대의 인기가 날로 높아지자 소녀시대의 아레나 투어 콘서트가 기획되었다. 2011년 5월 19일 오사카에서 첫 공연이 개최되었다. 이후 총 45만명의 티켓 응모자가 몰려 목표 관객동원 수가 개최 발표 당시의 2배로 늘어났고, 공연내내 전석 매진이었다. 2011년 7월 18일 투어를 성황리에 마쳤으며, 순수 티켓판매 수입만 180억원에 달한다.(현장판매 기념품 판매를 포함할 경우 200억원 넘는 수입을 거두었다.)

## 투어 일정
| 날짜            | 도시     | 장소                         | 관객 동원      |
| --------------- | -------- | ---------------------------- | -------------- |
| 2011년 5월 31일 | 대판     | 오사카 성 홀                 | 통산 140,000명 |
| 2011년 6월 1일  | 대판     | 오사카 성 홀                 | 통산 140,000명 |
| 2011년 6월 4일  | 기옥     | 사이타마 슈퍼 아레나         | 통산 140,000명 |
| 2011년 6월 5일  | 기옥     | 사이타마 슈퍼 아레나         | 통산 140,000명 |
| 2011년 6월 17일 | 동경     | 국립 요요기 경기장 제1체육관 | 통산 140,000명 |
| 2011년 6월 18일 | 동경     | 국립 요요기 경기장 제1체육관 | 통산 140,000명 |
| 2011년 6월 28일 | 동경     | 국립 요요기 경기장 제1체육관 | 통산 140,000명 |
| 2011년 6월 29일 | 동경     | 국립 요요기 경기장 제1체육관 | 통산 140,000명 |
| 2011년 7월 2일  | 광도     | 그린 아레나                  | 통산 140,000명 |
| 2011년 7월 3일  | 광도     | 그린 아레나                  | 통산 140,000명 |
| 2011년 7월 6일  | 나고야시 | 니혼 가이시 홀               | 통산 140,000명 |
| 2011년 7월 7일  | 나고야시 | 니혼 가이시 홀               | 통산 140,000명 |
| 2011년 7월 17일 | 복강     | 마린 멧세 후쿠오카           | 통산 140,000명 |
| 2011년 7월 18일 | 복강     | 마린 멧세 후쿠오카           | 통산 140,000명 |

## 세트 리스트
- Opening VCR (Girl's Carnival) -

- Entrance Show -
- Genie (JP)
- You-aholic (JP)
- MR.TAXI (JP)
- I'm In Love With The HERO (JP)

- VCR #2 -
- Let It Rain (JP)

- Ment -
- 첫눈에... (Snowy Wish) (KR)
- Etude (KR)
- Kissing You_Rearranged (KR)
- Oh! (KR)

- VCR #3 -
- Don't Stop The Music[3](EN/효연)
- Almost[4](EN/제시카)
- 3[5](EN/써니)
- Lady Marmalade[6](EN/태연, 티파니)

- VCR #4 -
- The Great Escape (JP)
- Bad Girl (JP)

- VCR #5 -
- Devil's Cry (KR/태연)
- Run Devil Run (JP)
- Beautiful Stranger (JP)
- Hoot_Rock Tronnic Remix Ver. (JP)

- VCR #6 -
- If[7](EN/유리)
- 4 Minutes[8](EN/윤아)
- Stuff Like That There[9](EN/서현)
- Sway[10](EN/수영)

- VCR #7 -
- Danny Boy (EN/태연, 티파니, 써니, 제시카, 서현)
- Complete (KR)

- Encore 1 -
- 동화 (My Child) (KR)

- VCR #8 -
- 냉면 (차가운 니 얼굴) (KR)
- 하하하송 (HaHaHaSong) (KR)
- Gee (JP)
- Born To Be A Lady (JP)

- Encore 2 -
- 다시 만난 세계 (Into The New World) (KR)
- 힘 내! (Way To Go) (KR)
- Baby Baby (KR)

- Ment -
- It's Fantastic (JP)

- Special Encore (7월 18일 한정) -
- Genie (JP)
- Bad Girl (JP)

## 제작
- 주최 : SM 엔터테인먼트 재팬, ON THE LINE
- 후원 : 유니버설 뮤직 재팬